# Kevin Johnson (ur. 1966)
Kevin Maurice Johnson, K.J., (ur. 4 marca 1966 w Sacramento) – amerykański koszykarz występujący w zawodowej lidze NBA na pozycji rozgrywającego (point guard), następnie czynny polityk – burmistrz Sacramento.
Johnson najpierw uczęszczał do Sacramento High School, a następnie studiował na University of California w Berkeley. Uprawiał jednocześnie koszykówkę i baseball. Wybrany w 1986 w drafcie do baseballowej drużyny Oakland Athletics, zdecydował się jednak grać w koszykówkę. W drafcie NBA w 1987 został wybrany, z numerem 7. przez drużynę Cleveland Cavaliers.
W 1988 przeszedł do drużyny Phoenix Suns. Występował tam przez następne 10 lat, osiągając znaczne sukcesy. Był trzykrotnie uczestnikiem meczu gwiazd NBA, corocznie występował w fazie play-off.
W sezonie 1992–1993 Suns, prowadzeni przez Johnsona oraz Charlesa Barkleya, uzyskali najwyższy w lidze wynik 62-20. W finale spotkali się z, będącymi w znakomitej dyspozycji, Chicago Bulls z Michaelem Jordanem na czele. "Słońca" przegrały po pasjonującej walce 4-2, ale finał zapisał się w annałach jako najbardziej pasjonujący w całej dekadzie.
KJ był członkiem drugiego Dream Teamu, który zdobył złoty medal mistrzostw świata w 1994.
Johnson przeszedł na koszykarską emeryturę w roku 1998, ale wrócił jeszcze na krótko, zastępując kontuzjowanego Jasona Kidda w czasie rozgrywek play-off w 2000. Przez następny sezon K.J. komentował mecze dla stacji NBC.
Kevin Johnson obecnie zajmuje się biznesem w Sacramento oraz Phoenix.
W listopadzie 2008 został wybrany w drugiej rundzie wyborów na burmistrza swego rodzinnego miasta – Sacramento.

## Osiągnięcia
NCAA
- 2-krotnie zaliczany do I składu All-Pac-10 (1986–1987)
- Uczelnia zastrzegła należący do niego numer 11

NBA
- Finalista NBA (1993)[1]
- 3-krotny uczestnik meczu gwiazd NBA (1990–1991, 1994)[2]
- Wybrany do:
  - II składu NBA (1989–1991, 1994)[3]
  - III składu NBA (1992)[3]
- Zdobywca nagrody:
  - dla zawodnika, który poczynił największy postęp – NBA Most Improved Player Award (1989)[4]
  - J. Walter Kennedy Citizenship Award (1991)[5]
- 5-krotny Zawodnik Tygodnia NBA (19.03.1989, 18.03.1990, 16.12.1990, 7.04.1996, 30.03.1997)[6]
- Klub Phoenix Suns zastrzegł należący do niego w numer 7[7]
- Lider play-off w średniej przechwytów (1997)[8]

Reprezentacja
- Mistrz świata (Toronto – 1994)[9]

Inne
- Zwycięzca turnieju McDonalda (1993)
- Zaliczony do I składu turnieju McDonalda (1993)